# Silke Willems
Silke Willems (geboren 1970 in Köln) ist eine deutsche Verwaltungsjuristin und seit dem 14. Juni 2023 Vizepräsidentin des Bundesamtes für Verfassungsschutz für fachunterstützende und zentrale Aufgaben.

## Leben
Willems studierte nach dem Abitur ab 1989 Rechtswissenschaft an der Universität zu Köln. Nach dem zweijährigen Rechtsreferendariat legte sie 1996 die zweite Staatsprüfung ab und promovierte 2001 an der Universität zu Köln mit einer Dissertation zum Verfahrensrecht zum Doktor der Rechte. Danach war sie zunächst von 1999 bis 2000 als Redakteurin bei einem Verlag und im Anschluss als Referentin bei der Deutschen Forschungsgemeinschaft in Bonn tätig.
Im Juli 2002 trat Willems in das Bundesamt für Verfassungsschutz ein, wo sie unterschiedliche Verwendungen durchlief, darunter als Dozentin für Strafrecht und Recht der Nachrichtendienste, als Leiterin des Justiziariats und als Referatsgruppenleiterin für Personalgewinnung und Personalentwicklung. Ab März 2021 war sie Abteilungsleiterin Auslandsbezogener Extremismus und Linksextremismus/-terrorismus. Im Mai 2023 schlug die Bundesministerin des Innern und für Heimat, Nancy Faeser, vor, sie als Nachfolgerin von Felor Badenberg zur Vizepräsidentin des Bundesamtes für Verfassungsschutz zu ernennen.

## Schriften
- Die unterschiedliche Interessenwahrnehmungsbefugnis des Rechtslehrers im deutschen Verfahrensrecht: Eine an StPO und ZPO orientierte Suche nach Gründen und Begründungen (= Europäische Hochschulschriften Recht. Band 3178). Peter Lang, Frankfurt/M., Berlin, Bern, Bruxelles, New York, Oxford, Wien 2001, ISBN 978-3-631-38163-2.
- Abwehr verfassungswidriger Bestrebungen durch Vertrauenspersonen der Verfassungsschutzbehörden? In: Zeitschrift für Rechtspolitik. Band 38, Nr. 3, 2005, S. 79–82.